# Тигровая змея
Тигровая змея (лат. Notechis scutatus) — вид ядовитых змей из семейства аспидов (лат. Elapidae).
Распространены на юго-востоке Австралии, на Новой Гвинее, Соломоновых островах и острове Тасмания. Местами обитания являются леса, луга, пастбища, пустыни. Длина их до 2 м. Живородящая, в выводке как правило около 30 особей.
Имеют серого, оливкового или красноватого цвета окраску.
Питаются мелкими ящерицами, змеями, различными земноводными и крупными насекомыми, мелкими млекопитающими.
Обладает, как правило, мирным нравом, но следует помнить, что это одна из самых ядовитых сухопутных змей. Укушенные тигровой змеей мелкие животные погибают практически моментально, буквально не сходя с места.
Яд змеи представляет собой смесь нейротоксинов и антикоагулянтов. Нейротоксины обездвиживают мышцы. В свою очередь антикоагулянты разрушают структуру крови, вызывая кровотечения.
Противоядие поможет, если оно будет введено до наступления паралича.